# Saint-Front-sur-Nizonne
Saint-Front-sur-Nizonne è un comune francese di 145 abitanti situato nel dipartimento della Dordogna nella regione della Nuova Aquitania.

## Società

### Evoluzione demografica
Abitanti censiti